# الورم الغدي الصغري
الورم الغدي الصمغري هو ورم خبيث مشتق من الغدد الصمغية للقناة السمعية الخارجية.هذا الورم نادر، وله عدة أسماء مستخدمة في الماضي تضمنت المرادفات الورم الأسطواني، الورم الصمغ، السرطانة الغدية الصمغية، غير المحددة بطريقة أخرى (NOS)، الورم الكيسي الغداني الصمغ (ACC)، وسرطان الجلد المخاطي الصملي.

## التصنيف
يؤثر هذا الورم فقط على الجزء الخارجي من 1/3 إلى 1/2 من القناة السمعية الخارجية كموقع أساسي. إذا لم تكن هذه المنطقة متورطة، فيجب التشكيك في التشخيص. أكثر أنواع الأورام شيوعًا هو سرطان الغدة الكيسية الصمغية والسرطان الغدي الصمغوي، NOS.

## العلامات والأعراض
الألم هو أكثر الأعراض شيوعًا، يليه فقدان السمع الحسي العصبي، أو التوصيلي، وطنين الأذن، أو التصريف (التفريغ). قد تكون هناك آفة جماعية، لكنها غالبًا ما تكون بطيئة النمو

## التشخيص

### عالتصوير
تستخدم دراسات التصوير لتحديد مدى انتشار الورم واستبعاد الامتداد المباشر من الغدة النكفية، أو البلعوم الأنفي دعاده مما تكون نتائج التصوير غير محدد، ولا يمكن أن تعطي تشخيصًا محددًا.

### علم الأمراض
الأورام هي سليلة الصبغيات، يتم التعرف عليها في أغلب الأحيان في القناة الخلفية.ليس من غير المألوف حدوث تقرح في الظهارة الحرشفية السطحية.معظم الأورام حوالي 1.5 سم في البعد الأكبر، وهو تحديد للموقع التشريحي بدلاً من نوع الورم نفسه تنقسم الأورام إلى ثلاثة أنواع نسيجية أو مجهرية رئيسية:
- الغدية الصمغية الصمغية، NOS
- سرطان الغدد الليمفاوية الكيسي
- سرطان الجلد المخاطي الصمغ

جميع الأورام متسللة إلى الأنسجة الرخوة و/ ، أو الغدد الصمغية الحميدة و/، أو العظام.قد يتوسع الورم إلى الظهارة السطحية الحرشفية العلوية، لكنه عادة لا ينشأ من الظهارة السطحية.الأورام خلوية، مرتبة في أنماط صلبة، كيسية، كريبريمية، غدية، وخلية مفردة.من غير المألوف رؤية نخر الورم، ولكن عند وجوده، يتم تشخيص السرطان. وينطبق الشيء نفسه على الغزو حول العصب.عادة ما يكون من السهل التعرف على تعدد الأشكال النووي، حيث تحتوي النوى على نوى بارزة. عادة ما يكون هناك زيادة في الأشكال الانقسامية، بما في ذلك الأشكال غير النمطية. عادة ما تكون هناك مناطق من التليف اللحمي. لا يُرى Ceroid(شمع الأذن أو شمع الأذن) في الأورام الخبيثة، على الرغم من رؤيته في الأورام الحميدة. يمكن أن تساعد السمات المحددة لكل نوع من أنواع الورم في الانفصال إلى أنواع سرطان كيس غداني، أو أنواع شظية مخاطية

#### المناعية
ستساعد الكيمياء النسيجية المناعية على إظهار المظهر ثنائي الطور للورم، مع إبراز الخلايا القاعدية أو اللمعية:
- الخلايا اللمعية: إيجابية مع CK7 وCD117
- الخلايا القاعدية: إيجابية مع بروتين p63 و S100 و CK5 6/[1][6]

### التشخيص التفريقي
من المهم استبعاد الورم الذي يمتد مباشرة إلى قناة الأذن من الغدة اللعابية النكفية، خاصة عند التعامل مع سرطان الغدة الكيسية، أو الغشاء المخاطي.يمكن القضاء على هذا عن طريق الدراسات السريرية، أو التصوير.بخلاف ذلك، فإن التشخيص التفاضلي النسيجي يشمل الورم الحميد الصمغي (ورم حميد في الغدة الصمغية) ، أو ورم غدي عصبي في الأذن الوسطى (ورم غدي في الأذن الوسطى)

## الإدارة
يعتبر الاستئصال الجراحي الواسع والجذري الكامل هو العلاج المفضل، مع هوامش جراحية مجانية لتحقيق أفضل النتائج وأقل فرصة للتكرار. يستخدم الإشعاع فقط للتسكين. بشكل عام، هناك تكهن جيد، على الرغم من أن ما يقرب من 50 ٪ من المرضى يموتون من المرض في غضون 3-10 سنوات من العرض.

## علم الأوبئة
هذا ورم نادر جدًا يمثل حوالي 0.0003٪ من جميع الأورام وحوالي 2.5٪ من جميع أورام الأذن الخارجية الأورام الغدية الصمغية (CA) هي نوع نادر من الأورام ولديها قدر ضئيل جدًا من المؤلفات حولها.تتراوح أعمار تطور الأورام الغدية الصمغية ما بين 21 و 92 وتتواجد في معظمها حوالي 48 عامًا  لا توجد فروق ذات دلالة إحصائية بين الذكور والإناث وتطور الورم ولا يوجد ميل عرقي. العلاج النموذجي لمرض التهاب المفاصل الروماتويدي يكون من خلال الجراحة الإشعاعي، نوع القطع مهم مع معدل التكرار تكون النتائج طويلة المدى أفضل عند إجراء شق عريض بالقرب من الورم إذا تكرر الورم، فهناك فرصة بنسبة 83 ٪ للوفاة وإذا لم يتكرر، فهناك فرصة بنسبة 9 ٪ للوفاة. كبار السن لديهم معدل بقاء أقل من الأصغر معدل تكرار المحلية هو 49٪ ومعدل ورم خبيث بعيد 13٪. مع التكرار المحلي بنسبة 49 ٪، تعد المتابعة مهمة جدًا.